# Richard Ratsimandrava
Richard Ratsimandrava (ur. 21 marca 1931 w Antananarywie, zm. 11 lutego 1975 tamże) – wojskowy i polityk Madagaskaru.
Ukończył francuskie kolegium wojskowe École Spéciale Militaire de Saint-Cyr i służył w armii francuskiej. Po uzyskaniu przez Madagaskar niepodległości (1960) wstąpił w szeregi armii nowego państwa, dosłużył się stopnia pułkownika w 1968. W 1972 w wojskowym rządzie prezydenta Ramanantsoa objął funkcję ministra spraw wewnętrznych. 5 lutego 1975 generał Ramanantsoa przekazał mu władzę. Sześć dni później został zamordowany. Jego śmierć postawiła Madagaskar nad krawędzią wojny domowej pomiędzy zwolennikami rządów wojskowych oraz obalonego kilka lat wcześniej przez Ramanantsoa prezydenta Tsiranany.